# Р-112
Р-112 РТК (радиостанция танковая командирская) — советская мобильная КВ-радиостанция. Предназначена для связи в тактических сетях танковых войск командирами подразделений.

## Конструкция
Применяется классическая анодно-экранная модуляция. Радиостанция рассчитана на работу с антенным щитком Р-112-113. При соответствующем выборе рабочих частот Р-112 может работать одновременно на одну антенну с радиостанцией Р-113.

## Характеристики
- Диапазон частот: 2,8 — 4,99 МГц[1][2][неавторитетный источник]
- 220 каналов с шагом 10 кГц[1][2]
- Мощность передатчика в антенне по диапазону: 35 — 50 Вт[2]
- Выходная мощность: не менее 100 Вт[1][2]
- Виды сигналов: CW и АМ[1][2]
- Масса: не менее 45 кг[1][2]

Дальность связи:
- на 4-метровую антенну АШ
  - на ходу — 20 км
  - на стоянке — 25 км
  - без помех — 40—50 км
- в телеграфном режиме: 50 км
- на телескопическую 10-метровую антенну
  - стандартная: 100—110 км
  - без помех: до 200 км